# Asterias forbesi
Asterias forbesi è una specie di stella marina appartenente alla famiglia Asteriidae.

## Distribuzione e habitat
A. forbesi vive nell'oceano Atlantico nordoccidentale a nord fino al golfo del Maine e a sud fino al golfo del Messico. Vive su fondi duri a bassa profondità e nel piano mesolitorale.